# Nicolas Dalayrac

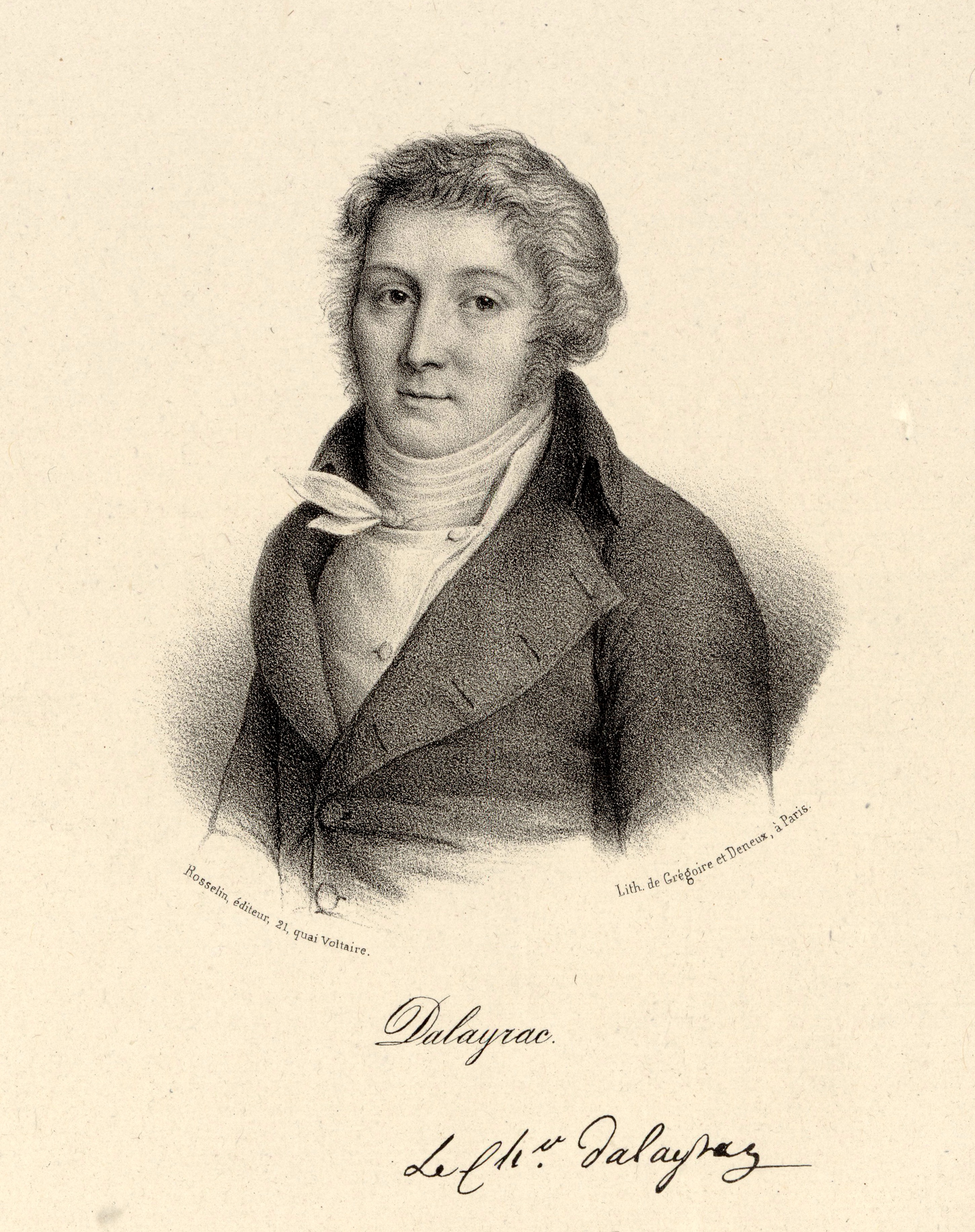
Nicolas Dalayrac.

Nicolas-Marie d'Alayrac ou Nicolas Dalayrac (Muret, 8 de junho de 1753 — Paris, 26 de novembro de 1809), foi um compositor francês.

## Obra
Nicolas-Marie d'Alayrac desenvolveu um profícuo trabalho, entre as óperas de sua autoria estão:
- Le Chevalier à la mode (1781)
- Le Petit Souper (1781)
- L'Éclipse totale (1782)
- L'Amant statue (1780)
- La Dot (1785)
- Nina ou la Folle par amour (1786)
- Azémia (2 parties, 1786)
- Renaud d'Ast (1787)
- Sargines (1788)
- Fanchette (1788)
- Les Deux Petits Savoyards (1789), libreto de Benoît-Joseph Marsollier des Vivetières, apresentado pela primeira vêz em 14 de janeiro de 1789 .
- Raoul, sire de Créqui (1789)
- La Soirée orageuse (1790)
- Le Chêne patriotique (1790)
- Vert-Vert (1790)
- Camille ou le Souterrain (1791)
- Agnès et Olivier (1791)
- Philippe et Georgette (1791)
- Tout pour l'amour (1792)
- Ambroise (1793)
- Asgill (2 parties, 1793)
- La Prise de Toulon (1794)
- Le Congrès des rois (1794)
- L'Enfance de Jean-Jacques Rousseau (1794)
- Les Détenus (1794)
- Adèle et Dorsan (1795)
- Marianne (1796)
- La Maison isolée (1797)
- La Leçon (1797)
- Gulnare (1797)
- Alexis (1798)
- Léon (1798)
- Primerose (1798)
- Adolphe et Clara (1799)
- Maison à vendre (1800)
- Léhéman (1801)
- L'Antichambre (1802)
- La Boucle de cheveux (1803)
- La Jeune prude (1804)
- Une heure de mariage (1804)
- Le Pavillon du calife (1805)
- Le Pavillon des fleurs (1805)
- Gulistan (1805)
- Deux Mots (1806)
- Koulouf (1806)
- Lina (1807)
- Élise-Hortense (1808)
- Les Trois Sultanes (1809)
- Le Poète et le musicien (posthume, 1811)